# Таїрова-Яковлева Тетяна Геннадіївна
Тетяна Геннадіївна Таїрова-Яковлева (до шлюбу Яковлева), (нар. 5 травня 1967, Ленінград) — російський вчений, історик, доктор історичних наук, професор. Фахівець у галузі історії Центрально-Східної Європи та України раннього Нового часу. Дослідник політичної, соціальної та економічної історії України XVI—XVIII ст., біографій провідних діячів Української козацької держави, її міжнародного становища та зовнішньої політики.
Ініціатор створення й очільник (з 2004 по 2022 роки) Центру з вивчення історії України Інституту історії СПбДУ. Входить до складу наукової ради «Українського історичного журналу» (Україна), «East-West Journal of Ukrainian Studies» (Канада), входила до складу наукової ради журналу «Studia Slavica et Balkanica Petropolitana» (РФ).
У червні 2022 року звільнена з СПбДУ за виступи проти збройного нападу Росії на Україну. Після чого у політичній еміграції.

## Біографія
За материнською лінією дослідниця походить зі старовинної польської шляхетської родини, її бабуся була до шлюбу Тетяна Жудра.
Народилась в родині мистецтвознавиці та спортсмена. Батько після завершення кар'єри у спорті був завідувачем катедри фізичного виховання в одному з вишів Ленінграду та директором стадіону «Петровський», який зараз є домашньою ареною футбольного клубу Зеніт.
В 1990-х роках Тетяна Яковлева разом з батьком (помер у 2010) заснувала Кінно-спортивний клуб «Комарово», що зараз є найбільш елітним та фешенебельним з усіх установ такого роду в місті.
У грудні 2013 р. народила першу дитину (доньку).

## Наукова діяльність
1984—1989 — навчалася на історичному факультеті Ленінградського державного університету (ЛГУ). Керівником курсових проєктів, які на 1-3 курсі були присвячені постаті козацького полковника Івана Богуна, і диплому, дотичній постаті гетьмана Івана Виговського, був професор, доктор історичних наук Юрій Давидович Марголіс (ЛГУ).
1990—1991 навчалася в аспірантурі Канадського інституту українських студій (КІУС, англ. Canadian Institute of Ukrainian Studies, CIUS) Альбертського університету в м. Едмонтон, Альберта, Канада.
Стажувалась в Гарвардському інституті українських досліжджень (англ. Harvard Ukrainian Research Institute). Серед викладачів були такі українознавці як Омелян Пріцак, Федір Шевченко, Микола Ковальський, Джордж Гаєцький.
У 1992 році була відрахована з аспірантури СПбГУ за «український націонализм». Дисертацію в СПбГУ опоненти називали: «костомаровщина», «потворничество РУХу» та «українським буржуазним націоналізмом».
29 квітня 1994 р. в Інституті історії України НАН України захистила кандидатську дисертацію «Початковий етап Руїни: соціально-політичне становище та зовнішня політика України кінця 50-х років XVII ст.». Науковим керівником був професор, доктор історичних наук Ю. Д. Марголіс (СПбДУ).
19 травня 2004 р. захистила докторську дисертацію на тему «Социально-политическая борьба на Украине в 60-е годы XVII века. Внутренние и внешние факторы Руины» відбувся в Санкт-Петербурзі в СПбДУ. Науковими опонентами (рецензентами) виступили російський славіст, член-кореспондент РАН, доктор історичних наук, професор Борис Миколайович Флоря, доктор історичних наук професор Олександр Сергійович Тургаєв, доктор історичних наук професор Андрій Павлович Павлов
З 2003 працює у Санкт-Петербурзькому державному університеті на кафедрі історії слов'янських та балканських країн; з 2011-го — на новоутвореній кафедрі історії народів країн СНД.
У 2008, 2013 і 2018 рр. читала лекції в Гарвардському університеті на Інституті українських досліджень (HUS) (США).
У 2016 і 2019 р. дослідницю висували на здобуття звання члена-кореспондента РАН.
Галузь наукових інтересів — історія України XVI—XVIII століть. Водночас дослідниця має низку публікацій дотичних історії Білорусі, Литви ранньомодерної доби, а також української історії ХІХ-XX ст.
Керівниця спільного видання центру з вивчення історії України Санкт-Петербурзького державного університету і Санкт-Петербурзьким інститутом історії Російської академії наук документів з архіву І.Мазепи, що зберігається в Санкт-Петербурзі (проєкт здійснюється коштом Kowalsky Program for the Study of Eastern Ukraine).
Була членом Вченої ради Інституту історії СПбДУ, експерткою Російського державного наукового фонду, Російського наукового фонду і експертом РАН. З 2004 р. директорка Центру із вивчення історії України СПбДУ. Член російсько-української и російсько-литовської комісії істориків.
В її доробку понад 150 надрукованих наукових робіт, зокрема 9 монографій, 1 спільна монографія. 5 монографій були видані іноземними мовами. Під редакцією Т. Таїрової-Яковлевої вийшли 3 томи документів з історії Східної Європи. Її праці публікувалися в Україні, Італії, Австрії, Канаді, США, Угорщині, Польщі, РФ.

## Викладацька діяльність
Викладає лекції з дисциплін: «Історія України та Білорусі», «Джерелознавство історії України та Білорусі», «Історіографія історії України», а також зі спецкурсу «Козацька Україна у творах культури».

## Громадянська позиція
18 січня 2022 року взяла участь у круглому столі Російського історичного товариства під головуванням Сергія Наришкіна, директора Служби зовнішньої розвідки РФ, що був присвячений питанням вивчення історії України та пов'язаний з 368-ї річницею Переяславської ради.
24 лютого однією з перших засудила повномаштабне вторгнення Росії в Україну. 27 лютого підписала колективне антивоєнне звернення російської інтелігенції. У відеозверненні жорстко засудила російське вторгнення і політику Росії. Виказала жаль, що вона громадянка Росії.
| Пряма мова: "Дорогі колеги. Дорогі друзі. В ці трагічні часи я хочу звернутися до вас. Для мене те, що відбувається – це особиста величезна трагедія. І не тільки тому, що останні 30 років я займаюся дослідженням історії України і маю багато-багато друзів в різних містах України. Від Львова до Полтави, Харкова і інших. Але й тому, що мені дуже соромно, що я – росіянка. Мені дуже соромно за мою вітчизну. Колись ми дуже тішились Росією Собчака та Єльцина, демократичною. Коли ми вперше піднімали триколор – ми дійсно мріяли, що це буде демократична нова Росія. Як це сталося, що імперські мрії і те, що Ленін колись називав "великодержавний шовінізм", трансформувалося у фашизм? Ми про це будемо багато дискутувати, про це будемо писати багато книжок. Потім. В майбутньому. Після перемоги. Після вашої перемоги. Я не маю жодних сумнівів, що з Україною все буде дуже добре. Що це буде величезна, потужна європейська держава." ... "Щодо майбутнього Росії все набагато більш трагічно." ... "Але винні всі росіяни. І перед усім – журналісти. До речі, винні й ті сотні тисяч, мільйони українців, які живуть в Росії і мовчать. Наприклад, українські зірки. Винні і всі світові історики, які вивчали слов'янський світ, і які підтримували імперські амбіції Росії. Але повертаюся до України. І я впевнена, що все буде добре. Що ви переможете. Що козацький дух живе. Слава Україні! До зустрічі." [17]. |

## Хобі
Майстер спорту з кінного спорту та кандидат у майстри зі стрільби.

## Наукові гранти

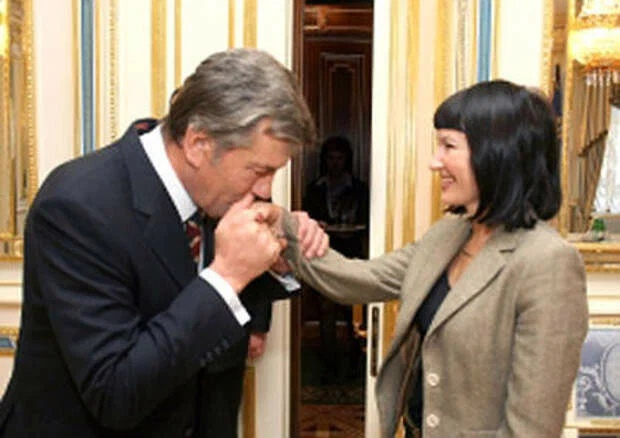

Нагороджена такими грантами: Спільний Грант РГНФ и НАН України на проведення наукової конференції (2005), Грант Президента РФ молодим докторам наук (2005—2006), грант American Council of Learned Societies (2005), грант РГНФ (2007, 2008), грант Gerda Henkel Stiftung (2007—2008), грант РГНФ (2013), грант Gerda Henkel Stiftung (2015), грант Canadian Institute of Ukrainian Studies (2018), здобула Scholarly Publication Grant (Канада) (2018), переможець конкурсу українського Інституту книги (Україна) (2018).

## Нагороди
Найвагомішою науковою працею є видання книги «Мазепа». За цю роботу професор Тетяна Таїрова-Яковлева 2008 року нагороджена Орденом княгині Ольги III ступеня. Нагороду вручив особисто Президент України Віктор Ющенко.
У 2007 році було надано почесне звання «Берегиня Українського козацтва» за підготовку і видання книги «Мазепа».